# Степанюк Дмитро Петрович
Степанюк Дмитро Петрович (20 травня 1945) — український державний діяч. Доктор філософії в галузі права. Почесний доктор ряду вищих навчальних закладів України. Професор, заступник Голови наглядової ради Одеської Державної Академії технічного регулювання та якості. Державний службовець І рангу. Заслужений працівник промисловості України. Почесний працівник Держспоживстандарту. Відмінник освіти УРСР та України. Почесний громадянин міста Кривого Рогу (2019)

## Життєпис
Народився 20 травня 1945 року у с. Бужковичі Волинської області. Має вищу освіту. Закінчив Криворізький гірничорудний інститут (1974 р., інженер-електрик), Вищу партійну школу при ЦК Компартії України (1981 р., політологія), докторантуру Міжнародної Академії Управління Персоналом (1999 р.). Тема дисертації: «Становлення громадянського суспільства в контексті розвитку місцевого самоврядування». Був головою державної екзаменаційної комісії зі спеціальності електропривід і автоматика промислових установок в Криворізькому гірничорудному інституті (1983—1990рр). Членкор АГНУ, відділення "Розвиток індустріальних територій"

## Трудова діяльність
Після закінчення у 1961 р. середньої школи в с. Водяно, Софіївського р-ну, а в 1963 р. Криворізького технічного училища № 6 Дніпропетровської області працював на Південному ГЗК електрослюсарем силового цеху.
З 1964 по 1967 рік служив у лавах Радянської Армії старшиною роти, ракетний північний полігон «Плісецька». Був заступником секретаря комсомолу батальйону, народним засідателем
військового трибуналу. Має військове звання — полковник запасу (1996р). Член КПРС (1967—1991рр). З 1967р — у комсомольських органах Дзержинського райкому ЛКСМ України у м. Кривий Ріг : секретар комітету комсомолу ПТУ № 27, інструктор, заворгвідділом, II секретар райкому. З 1974 р. — головний енергетик сурикового заводу. З 1975 р. — секретар, заступник голови виконкому Дзержинської райради. З 1981 по 1991 рр. — директор криворізького відділення Державного проектно-конструкторського інституту «Металургавтоматика» Мінмонтажспецбуду УССР по проектуванню гірничо-металургійних підприємств України, СРСР та закордоном.
З 1990 по 1998 рр.- Голова Дзержинської районної ради м. Кривий Ріг, а з 1991 р. — одночасно і Голова райвиконкому цієї ради. У 1990—1994 рр. обирався: депутатом Дніпропетровської обласної ради; заступником Голови обласної ради на громадських засадах; головою Комісії з питань гласності та свободи слова; головою Комісії по вивченню впливу ГКЧП на території цієї області. Очолював комісію Дніпропетровської облради з організації обговорення першого проекту Конституції незалежної України.
З 1994 по 1998 рр. — народний депутат України, член Комісії з питань оборони та національної безпеки, член комісії Верховної Ради України з питань політико - правової ситуації в АРК (1994-1998). Парламентська група «Єдність».
З 1994 по 1998 рр. був представником Верховної Ради України, а в 1996—1997 рр. — одночасно і Постійним Представником Президента України в Автономній Республіці Крим з особливими повноваженнями щодо стабілізації політико-правової ситуації на півострові, членом Ради Регіонів при Президенті України.
З 1998 р. — заступник Голови Дніпропетровської обласної ради з виконавчої роботи на громадських засадах. Працював першим заступником Голови Держспоживстандарту по зв'язкам з Верховною Радою України (2003—2005 рр.), старшим референтом в секретаріаті Кабінету Міністрів України з питань споживчої політики та технічного регулювання і якості (2007—2008 рр.). 

## Громадська діяльність
Член Національної координаційної ради при Кабінеті Міністрів України з питань захисту прав споживачів (2007—2008 р.р), організатор і перший заступник Голови правління ГО «Союз споживачів України» (ГО "ССУ") ; засновник та віце — президент Міжнародної академії
стандартизації (МАС); засновник та керівник ряду громадських організацій в містах Київ та Кривий Ріг (ГО «Кримське земляцтво у м. Києві», ГО "АК Кривбасу», ГО «КМА "Депутати органів місцевого самоврядування», ГО "Ім.ГІ Гутовського", ГС "Координаційна рада "Кривий Ріг - рідне місто" ); радник Голови, керівник групи радників, член консультативно-дорадчих органів, Колегії, Науково-технічної ради (2003—2005, 2008—2011 рр.) Держспоживстандарту України; член громадської Ради при Голов КРУ (2009—2010); член комісії з питань топоніміки міста Кривого Рогу; член наукової ГО "Академія гірничих наук України" (АГНУ)
Брав участь в розробці та сприяв прийняттю Конституції України 1996 року. Приводив Конституцію АР Крим в конституційне поле України. Очолював робочу групу від Верховної Ради України в преговорах з представниками Верховної Ради АРК по узгодженню положень Конституції АРК з Конституцією та Законами України.

## Нагороди та відзнаки
- «20 років Перемоги у Великій Вітчизняній війні 1941—1945 рр.»,
- «100 років від дня народження В. І. Леніна» (1970),
- «Ветеран праці» (1986);
- орден України «За заслуги» ІІІ ст.[3] (1997)
- ювілейна медаль «Двадцять років незалежності України» (2011);
- Дві Почесні Грамоти Верховної Ради України (2004, 2021), Кабінету Міністрів України (2010)
- відзнаки міста Кривий Ріг — «За заслуги перед містом» ІІІ, ІІ та I ступенів, Дніпропетровської ОДА та облради;
- відзнаки багатьох громадських організацій, в тому числі козацьким орденом «Іван Сірко», «Видатний патріот» та «Людина року Придніпров'я».
- Почесний громадянин Кривого Рогу (2019)

## Громадське визнання
В Дніпропетровському національному історичному музеї ім. Д. І. Яворницького в перелік імен видатних державних діячів до 80 річчя Дніпропетровської області, які народились, працювали, зробили вагомий внесок в розвиток країни і місцевого краю, посідали високі пости в державі і партії 1932—2012 рр. занесено і ім'я — Дмитра Петровича Степанюка під № 35